# Worldwake

Il logo del set

Worldwake è un set di espansione del gioco di carte collezionabili Magic: l'Adunanza. In vendita in tutto il mondo a partire dal 5 febbraio 2010, è il secondo set di tre del blocco di Zendikar, che comprende anche Zendikar e Ascesa degli Eldrazi.

## Ambientazione
Come il precedente set, Worldwake è ambientata nel piano dimensionale di Zendikar.

## Caratteristiche
Worldwake è composta da 145 carte, stampate a bordo nero, così ripartite:
- per colore: 23 bianche, 23 blu, 24 nere, 24 rosse, 24 verdi, 2 multicolori, 11 incolori, 14 terre.
- per rarità: 60 comuni, 40 non comuni, 35 rare e 10 rare mitiche.

Il simbolo dell'espansione è un edro in fase di apertura, e si presenta nei consueti quattro colori a seconda della rarità: nero per le comuni, argento per le non comuni, oro per le rare e bronzo per le rare mitiche.
Worldwake è disponibile in bustine da 15 carte casuali e in 5 intro pack, che comprendono ciascuno una bustina da 15 carte casuali e un mazzo tematico precostituito da 41 carte:
- Reami Misteriosi (verde/blu)
- Agguato Aereo (bianco/blu)
- Zanne del Capo Sanguinario (nero)
- Forza Bruta (rosso/verde)
- Fuoco a Ripetizione (rosso/bianco)

Worldwake fu presentata in tutto il mondo durante i tornei di prerelease il 30 gennaio 2010, in quell'occasione venne distribuita una speciale carta olografica promozionale: la Tempesta di Comete, che presentava un'illustrazione alternativa rispetto alla carta che si poteva trovare nelle bustine.

### Ristampe
Nel set sono state ristampate le seguenti carte da espansioni precedenti:
- Strattonare (presente nel set Tempesta e nella Decima Edizione del set base)
- Strangolare (dall'espansione Assalto)
- Sabbie Mobili (presente nel set Visioni e nei set base Nona Edizione e Decima Edizione)

Nell'espansione è presente la più alta forza e costituzione mai stampate su una carta creatura con costo di mana convertito pari ad uno. La carta in questione è "Ombra di Morte" con 13/13 per un singolo mana nero (possedendo però un effetto che gli riduce forza e costituzione del totale di punti vita del giocatore).

## Novità
Worldwake approfondisce le tematiche presenti in Zendikar e introduce una nuova abilità per le carte denominata multipotenziamento. Inoltre in questo set viene presentata una nuova versione del viandante dimensionale Jace Beleren.

### Nuove abilità

#### Multipotenziamento
Tale abilità riprende la vecchia abilità Potenziamento. Una carta con Multipotenziamento ha un costo aggiuntivo opzionale che può essere pagato per potenziarne l'effetto. Questo costo può essere pagato quante volte si desidera per aumentare ancora di più il bonus della magia, mentre nelle carte con la vecchia abilità il costo aggiuntivo è da pagarsi una tantum.

### Nuovi Planeswalker

#### Jace, Lo scultore di menti
Nuova versione del Planeswalker Jace Beleren, fu la prima carta planeswalker ad avere più di tre abilità sulla stessa carta. È considerato tuttora il planeswalker più potente del gioco ed è stato ampiamente giocato fin dalla sua uscita in tutti i formati. Per questo motivo è stata la prima carta (insieme alla Mistica Forgiapietra) ad essere bandita dallo Standard in sei anni di formato, a cui seguì l'essere bandita anche dai formati Modern ed Extended.